# هرمز (فرمانداری پرایتوری)
هرمز (به یونانی: Ὁρμίσδας، به لاتین: Hormisdas) یکی از مقامات رومی در سده پنجم با اصالت ایرانی و فرماندار پرایتوری ایلیریا و سپس فرمانداری پرایتوری شرق بود.